# Edouard De Jans
Edouard De Jans (né à Saint-André-lez-Bruges le 16 avril 1855 et mort à Anvers le 11 juillet 1919) est un peintre belge. Son champ pictural couvre la peinture d'histoire, de portraits, de paysages et de scènes religieuses. En 1891, il est le cofondateur du collectif artistique anversois dénommé Les XIII.

## Biographie

### Famille
Né à Saint-André-lez-Bruges le 16 avril 1855, Edouard De Jans est le troisième des quatre enfants de Pieter De Jans, ouvrier-meunier, et de Francisca Catharina Roels. La famille demeure à la Diksmuidse Heirweg à Saint-André. Edouard De Jans se marie avec Maria Plompen (Ekeren, 1853 - Anvers 1937), avec qui il a trois enfants. Son fils Carlo devient professeur de mathématiques à l'Université de Gand, sa fille Louisa devient peintre et sa fille Irma, docteur en philologie germanique, est enseignante.

### Jeunesse
Jeune homme, Edouard livre du lait. L'histoire raconte que lorsqu'il arriva un jour à Bruges avec sa charrette à chien, il fut impressionné par les œuvres exposées par le lithographe Jacob Petyt (1822-1871) dans la rue Saint-Jacques. Le talent d'Edouard avait déjà été remarqué à l'école du village, mais il s'avère particulièrement évident lorsque Edouard, à la demande d'Auguste De Laage de Bellefaye, dessine son château Het Steentien à Saint-André. Le châtelain, qui souhaitait faire restaurer sa demeure, est favorablement impressionné par les dons de dessinateur de De Jans et lui propose dès lors de suivre des cours de dessin à l'académie de dessin située près de la place Jan van Eyck à Bruges.

### À l'école Bogarden de Bruges
La première année, De Jans remporte déjà un prix et les commandes suivent. Il réalise des travaux à la demande des bourgmestres de Saint-André Edouard de Nieulant et son gendre Otto de Mentock et du baron Pecsteen de Lampreel. Ces trois notables parrainent le jeune artiste, permettant à De Jans de fréquenter l'école Bogarden et l'Académie des beaux-arts de Bruges. À partir du 1er novembre 1869, il est formé par le directeur Edouard Wallays (1813-1891). En 1873, à l'âge de dix-huit ans, il devient enseignant à l'école Bogarden.

### À l'Académie royale des beaux-arts d'Anvers
Edouard De Jans, concomitamment à ses fonctions enseignantes, effectue également son service militaire. En 1875, il entre bien préparé à l'Académie Royale des beaux-arts d'Anvers pour poursuivre ses études. Il est immédiatement admis au « Cours Supérieur de Peinture ». À Anvers, il rencontre différents professeurs, dont Polydore Beaufaux. Formé par le peintre romantique Nicaise De Keyser et par Charles Verlat, il remporte, en 1876, le Premier Prix de « Peinture d'après Nature ». Il reçoit également, la même année, plusieurs prix à l'académie d'Anvers dans les catégories : « Expression », « Dessin d'après tête antique », « Peinture d'après modèle », « Dessin d'après sculpture antique », « Dessin d'après nature », « Composition historique » et « Anatomie ».

### Prix de Rome et voyages en Europe

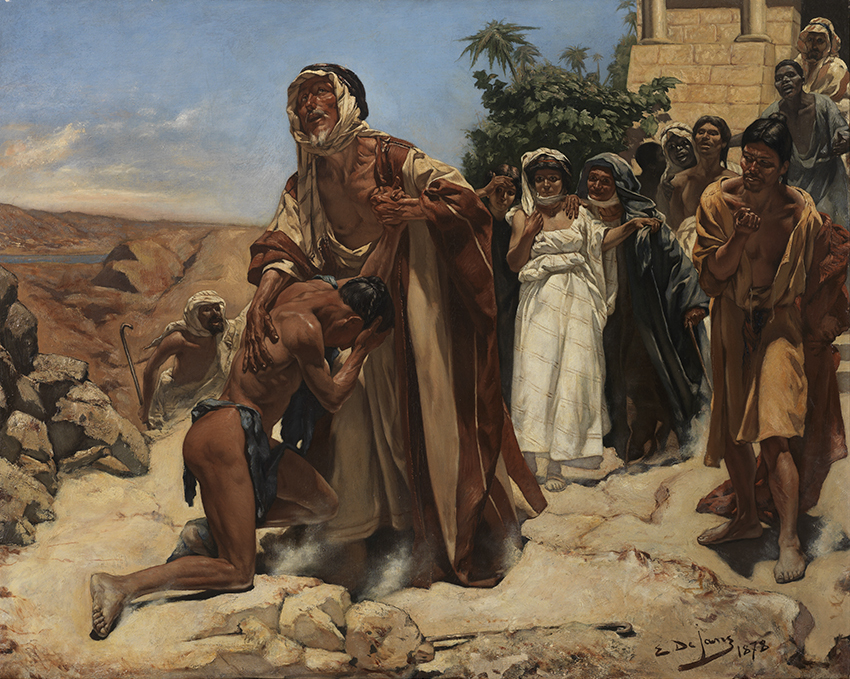
Le Retour du fils prodigue (1878).

En 1876, il reçoit une mention honorable au prix de Rome belge de  peinture, puis en 1878, il reçoit le premier prix du même concours grâce à son Retour du fils prodigue. De Jans s'est principalement fait connaître en tant que portraitiste, mais il s'est également concentré sur des scènes bibliques, des scènes historiques et des paysages, œuvres marquées par son style réaliste, mais avec une nuance romantique. Le 16 octobre 1878, son prix fut solennellement célébré à Bruges et le lendemain à Saint-André. En outre, De Jans a été récompensé à de nombreuses reprises pour son travail, tant à Anvers qu'à Bruges.
Le prix de Rome qui consiste en une bourse donne au peintre l'opportunité de voyager à travers l'Europe. Il visite la France et l'Italie ainsi que l'Autriche et l'Allemagne. En Italie, il peint de nombreux paysages et scènes de la vie populaire, ainsi qu'une copie d'un portrait d'Holbein. Il suit des cours à l'École des Beaux-Arts de Paris avec Alexandre Cabanel pendant sept mois. Il participe au Salon d'Anvers de 1882 en présentant Intérieur d'auberge à Rome jugé favorablement par le critique Alphonse-Jules Wauters qui décrit la toile : « d'une belle tenue d'ensemble et très bien exécuté. Il y a là deux personnages principaux, magnifiquement drapés dans leurs épais manteaux gris et bleu, d'une note superbe ». En 1889, sa toile La Fille du pêcheur remporte le premier prix d'un concours à Paris. À son retour en Flandre la même année, il est nommé professeur à l'Académie royale des beaux-arts d'Anvers. L'artiste continue d'y enseigner jusqu'à sa mort en 1919. En 1891, il devient cofondateur, avec Edgard Farasyn et Émile Claus, du cercle d'artistes anversois Les XIII.
Il réalise des peintures murales pour l'Exposition universelle d'Anvers en 1894, avec Edward Portielje et Joseph Dierickx. En 1899, il réalise l'une des cinq peintures murales de la cage d'escalier de l'hôtel de ville d'Anvers.
Edouard De Jans meurt à l'âge de 64 ans à Anvers le 11 juillet 1919 et est inhumé au cimetière du Kiel.

## Postérité

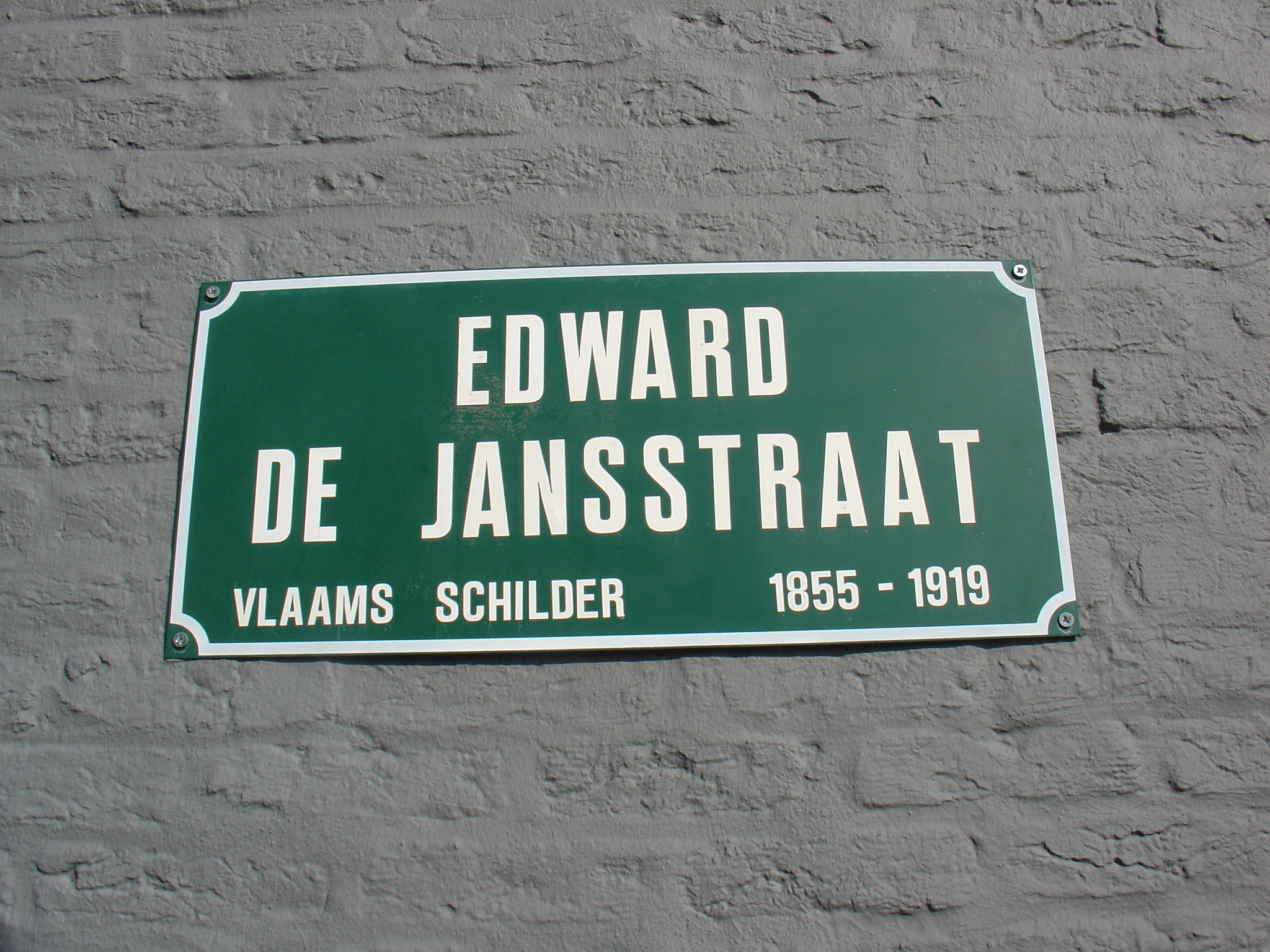
Rue Edward de Jans à Saint-André.

À la suite d'une commémoration à Saint-André-lez-Bruges le 16 juin 1935, l'historien local Maurits Van Coppenolle écrit l'ouvrage Edouard de Jans, commémoré le 16 juin 1935. En mars de la même année, un comité d'honneur est créé, présidé par le bourgmestre de Saint-André, Stanislas Van Outryve d'Ydewalle. Les 16 et 17 juin, une exposition et une cérémonie commémorative ont eu lieu chez lui, le long du Diksmuidse Heirweg.
Aujourd'hui encore, quelques traces de ce peintre sont encore visibles :
- Plusieurs de ses œuvres, dont le portrait d'Eugeen Lefebure et « Le Retour du fils prodigue », font partie de la collection du Musée Groeninge de Bruges.
- Des œuvres sont également exposées dans les musées d'Anvers (portraits, dont celui de l'architecte Jean-Jacques Winders) et de Gand (« Joueurs de cartes dans une auberge italienne »).
- La Edward de Jansstraat, une rue latérale du Gistelse Steenweg, fait référence à ce peintre de Saint-André.

## Galerie

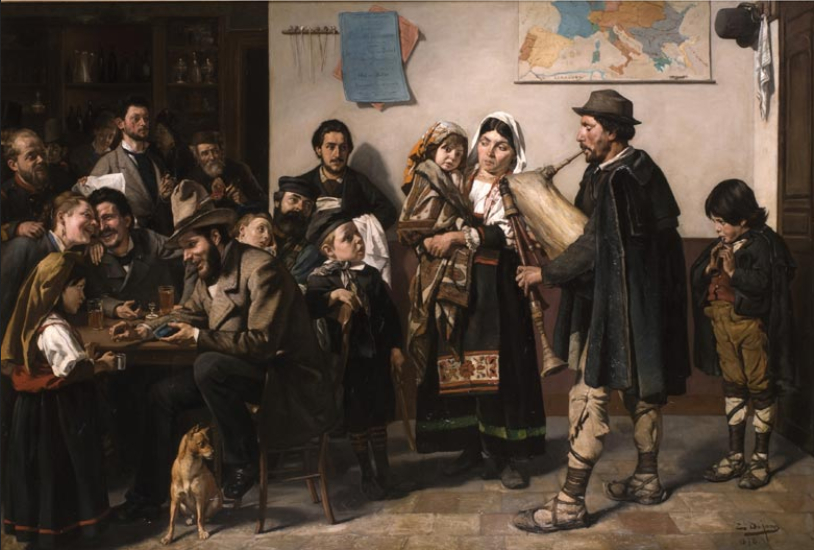
Intérieur anversois avec des musiciens italiens itinérants (1878).
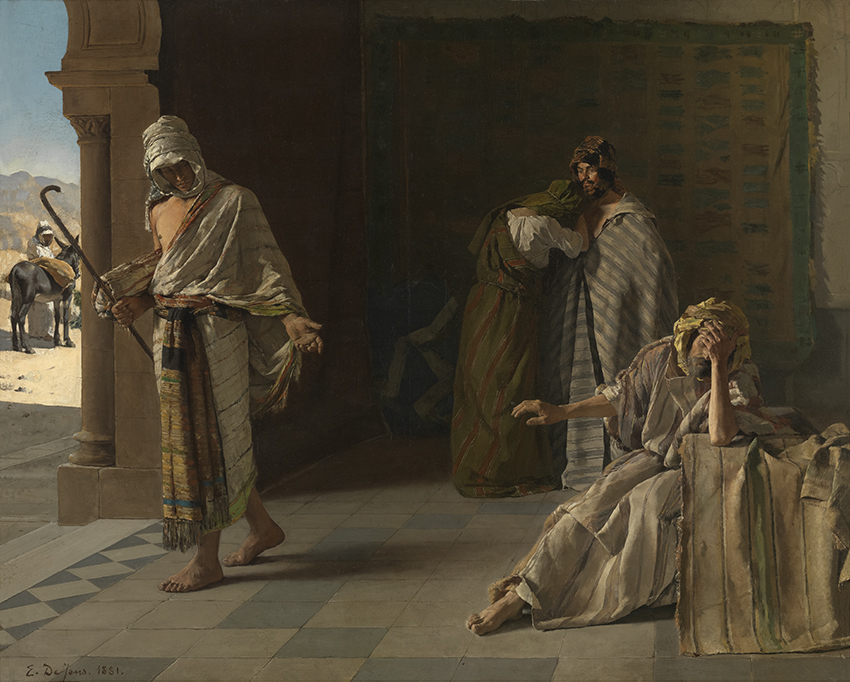
Le Retour du fils prodigue (1881).
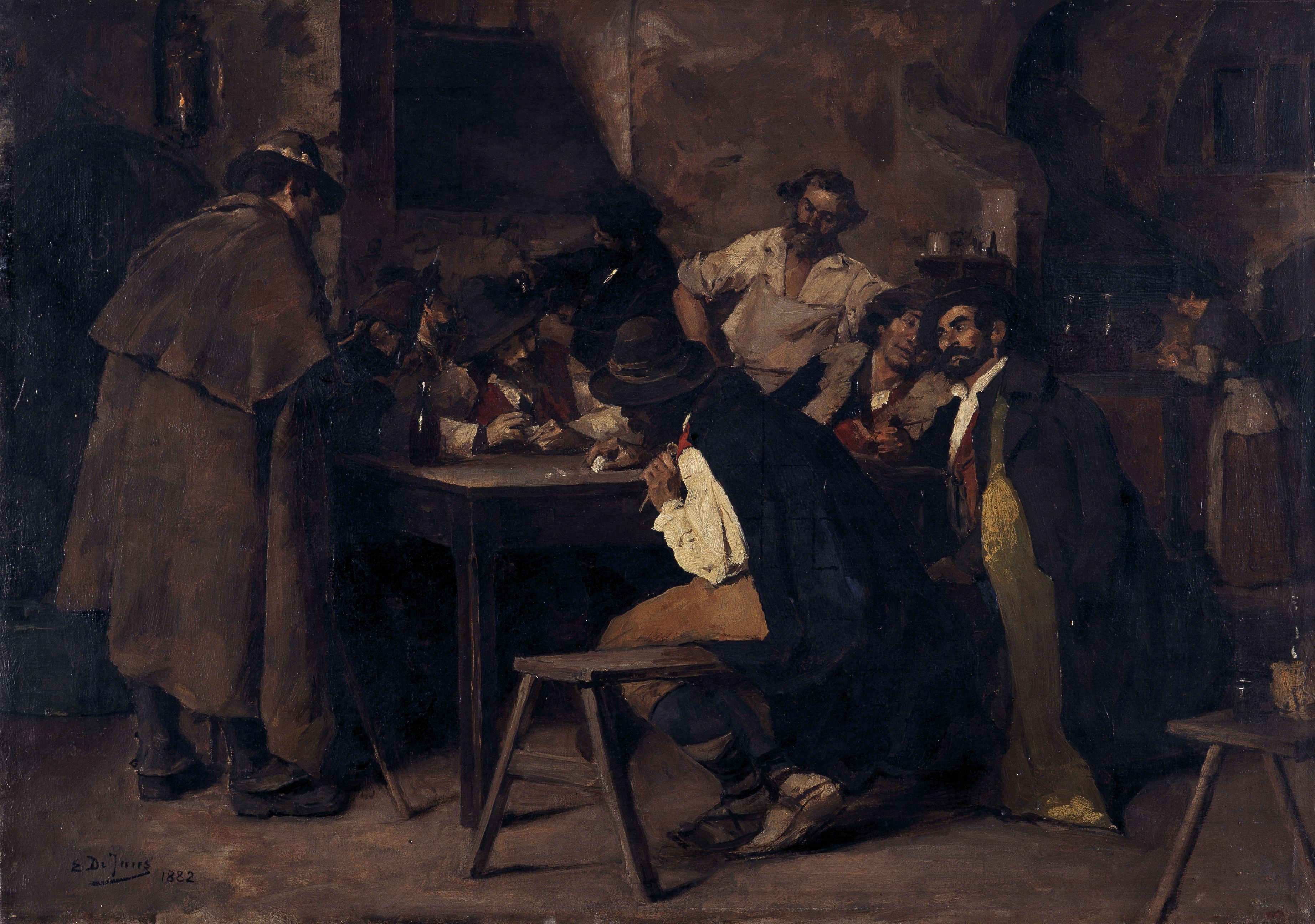
Joueurs de cartes dans une taverne italienne (1882).
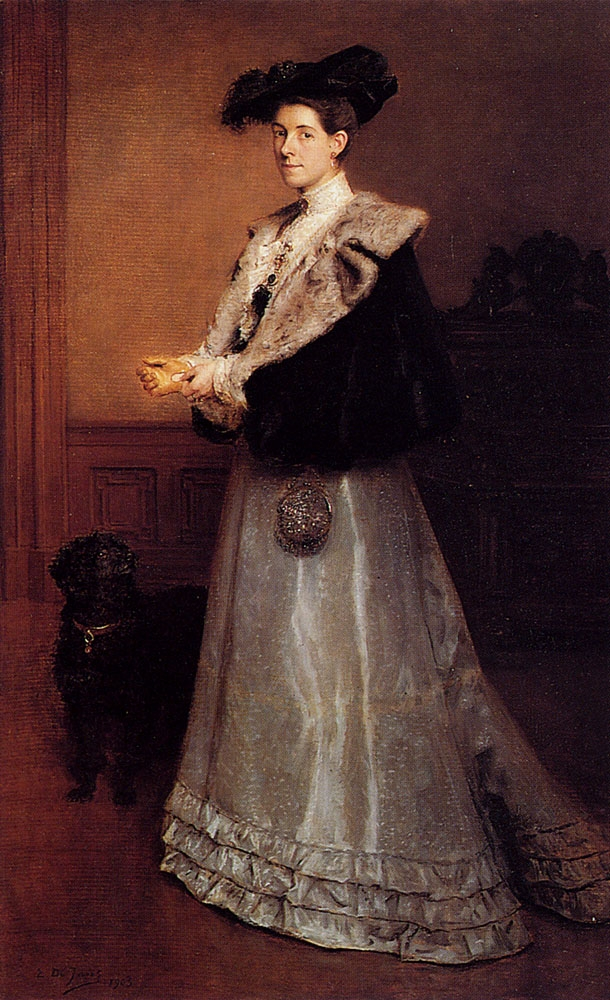
Portrait d'une dame (1903).
Portrait du peintre Charles Verlat.

### Biographie
- Christine A. Dupont, Modèles italiens et traditions nationales: les artistes belges en Italie : 1830-1914, vol. 1, Belgisch Historisch Instituut te Rome, 2005, 682 p. (ISBN 9789074461542), p. 511.
- (nl) Guillaume Michiels, De Brugse School, Bruges, Westvlaamse Gidsenkring, 1990, 124 p..
- (nl) Jaak Rau, geschiedenis van de Brugse rand Brugge, Bruges, Marc Van de Wiele, 1991, 104 p..